# Korányi család
A tolcsvai báró Korányi család a 19. század végén nemességet nyert magyar család.

## Története
A család eredeti nevét Kornfeld formában használták. Az első ismert tagja Friedrich Joachim Kornfeld, egy bécsi izraelita bankár volt, aki a napóleoni háborúk alatt gazdagodott meg, de Napóleon bukása után vagyona nagy részét el is vesztette. Legalább három fia volt, akik mind az orvosi hivatást választották. Később ez a három testvér, János, Viktor és Sebald Magyarországra költöztek, és 1848-ban a Korányi nevet vették fel. Nemességet Sebald fia, Frigyes 1884-ben kapott, majd 1908-ban bárói rangra emelkedett. A családtagok közül többek között megannyi sebész, szülész és gyógyszerész került ki, így a Korányiak joggal nevezhetők orvoscsaládnak. Az orvosok mellett azonban nem szabad megfeledkezni a művészekről és politikusokról sem.

## Jelentősebb családtagok
- Korányi Anna (1864–1935) festőnő
- Korányi Frigyes (1828–1913) sebész, idegorvos, belgyógyász, egyetemi tanár
- Korányi Frigyes (1869–1935) politikus, pénzügyminiszter, a Magyar Nemzeti Bank alapítója, diplomata, párizsi magyar nagykövet
- Korányi Sándor (1866–1944) állat-, ideg- és gyermekorvos, egyetemi tanár